# Контреверс (Свентокшиське воєводство)
Контреверс (пол. Kontrewers) — село в Польщі, у гміні Мнюв Келецького повіту Свентокшиського воєводства.
У 1975-1998 роках село належало до Келецького воєводства.